# 埃弗頓 (密蘇里州)
埃弗頓（英語：Everton）是位於美國密蘇里州戴德縣的城市。

## 人口
根據2020年美國人口普查的數據，埃弗頓的面積為0.89平方千米，皆為陸地。當地共有人口273人，而人口密度為每平方千米307人。